# Mercedes-Benz 540K

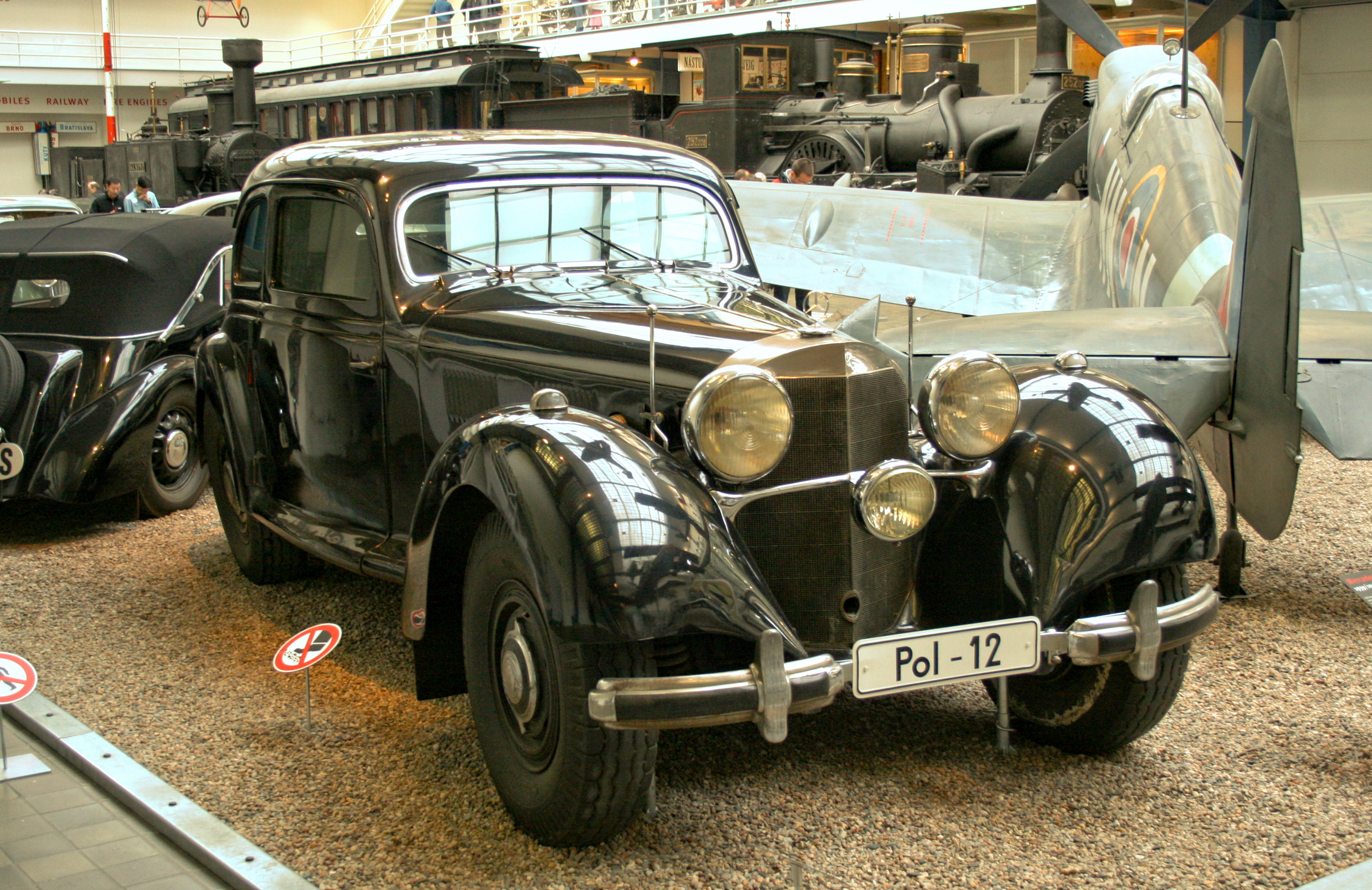
Mercedes-Benz 540K (W24)

Mercedes-Benz 540K (W29) — Gran Turismo, выпускавшийся с 1936 по 1940 год немецкой компанией Mercedes-Benz.

## История
Mercedes-Benz 540K, разработанный Фридрихом Гейгером, впервые был представлен в 1936 году на Парижском автосалоне. 540K является развитием модели 500K, которая, в свою очередь, являлась развитием модели SSK. Автомобиль выпускался в виде двух- или четырёхместного кабриолета, четырёхместного купе и семиместного лимузина (с бронированными боковыми панелями и бронированными стёклами). По состоянию на 1936 год цена составляла 28000 рейхсмарок (примерно 230000 долларов в 2021 году).
Mercedes-Benz 540K оснащён рядным восьмицилиндровым двигателем объёмом 5401 см3, мощностью 130 кВт (180 л. с.). Максимальная скорость составляет 170 км/ч.
Привод подавался на задние колёса через четырёх- или пятиступенчатую механическую трансмиссию, имевшую синхронизаторы на трёх повышенных передачах. Гидравлические тормоза с вакуумным усилителем обеспечивали контроль над автомобилем.
540K имел ту же компоновку шасси, что и 500K, но был значительно облегчён за счёт замены рамы 500K на трубы овального сечения.
Для удовлетворения индивидуальных пожеланий клиентов автомобиль выпускалось три варианта шасси: две длинные версии с колёсной базой 3290 мм, различающиеся по расположению двигателя и кузова, и короткая версия с колёсной базой 2980 мм. Длинный вариант, получивший название Normal, имеет радиатор, расположенный прямо над передней осью. Он послужил основой для четырёхместных кабриолетов «B» (с четырьмя боковыми окнами) и «C» (с двумя боковыми окнами), а также для туристических автомобилей и седанов. На укороченном шасси выпускались двухместные кабриолеты «А». Радиатор, двигатель, кабина и все задние модули были смещены на 185 мм назад от передней оси.

## Галерея

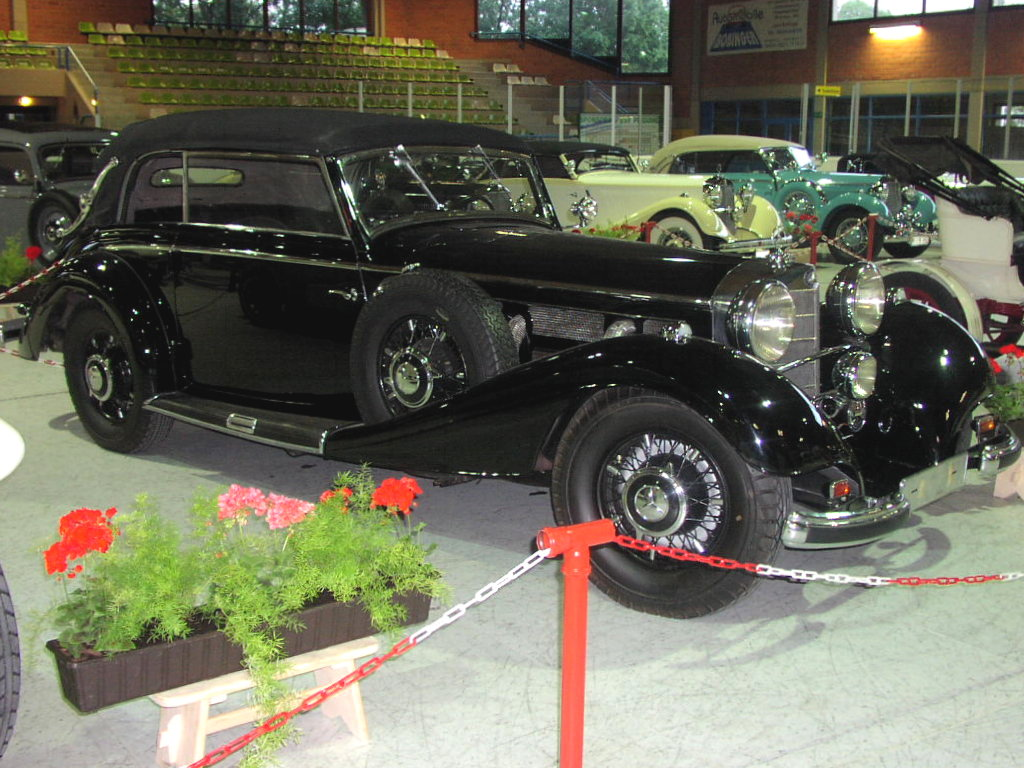
1936 Mercedes-Benz 540K Cabriolet B
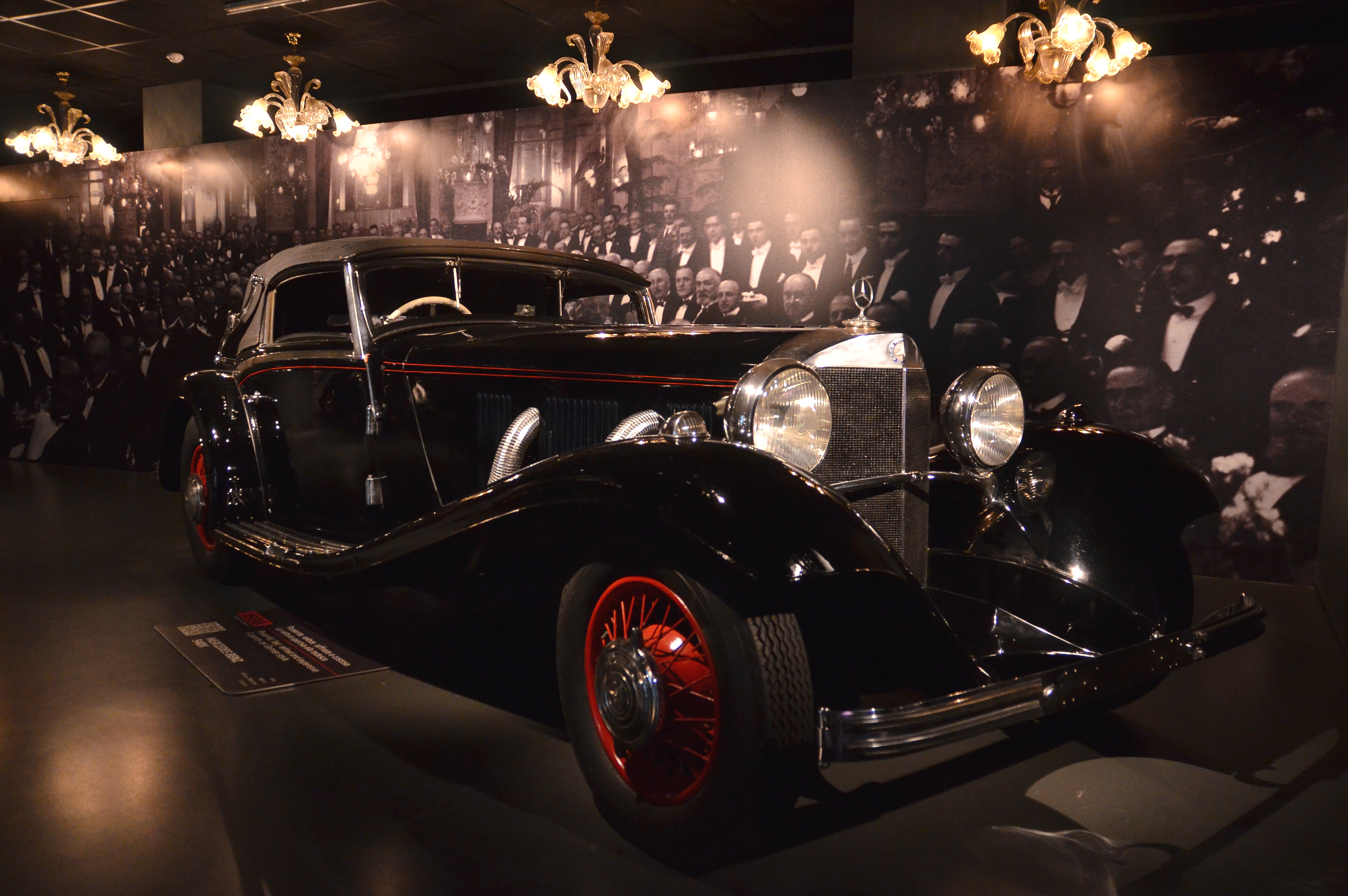
1936 Mercedes-Benz 540K Cabriolet музее автомобиля, Турин
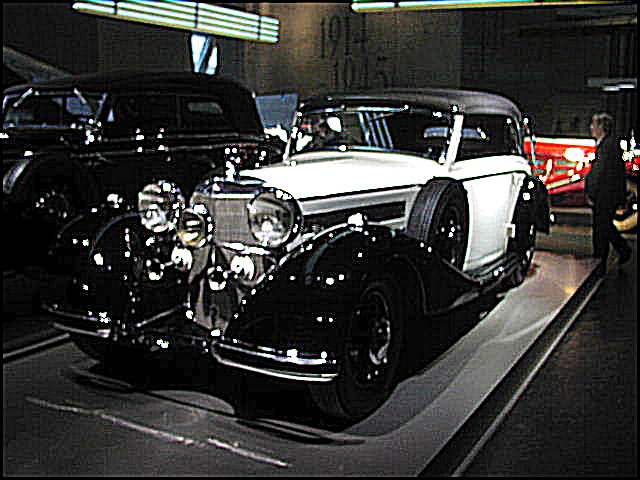
1937 Mercedes-Benz 540K Cabriolet B в музее Mercedes-Benz, Штуттгарт
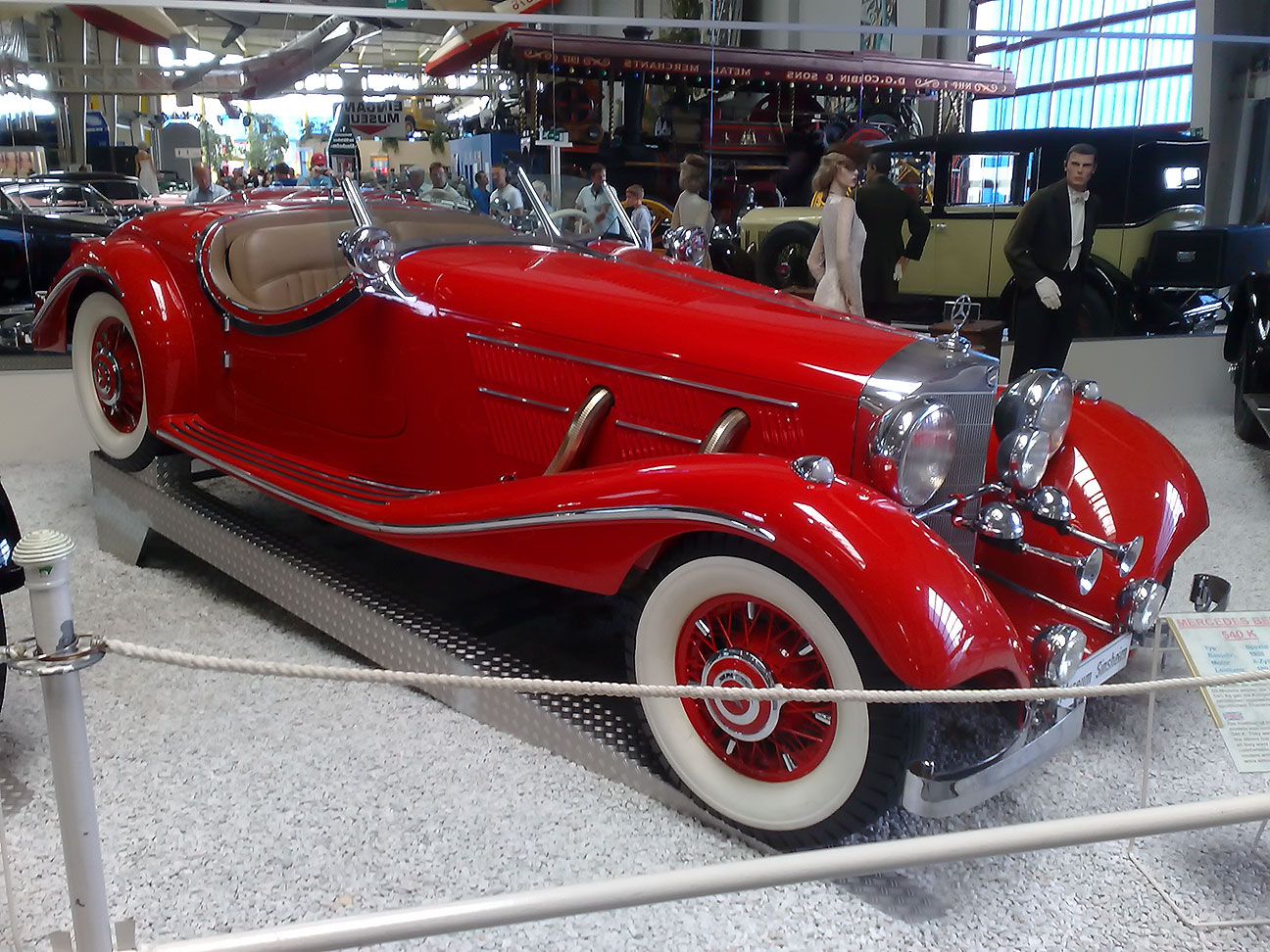
1938 Mercedes-Benz 540K Special Roadster в музее техники, Зинсхайм
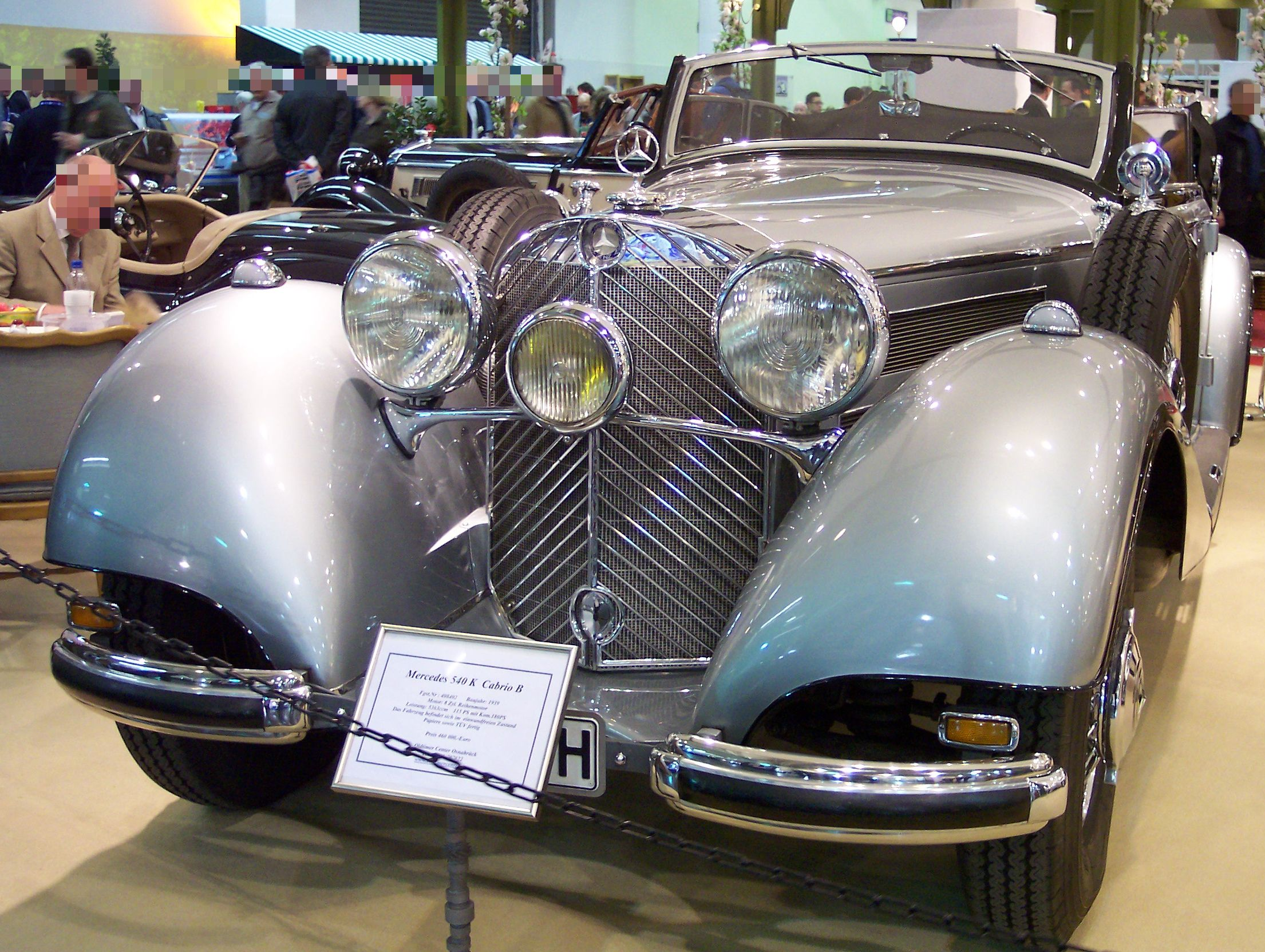
1938 Mercedes-Benz 540K Cabriolet B
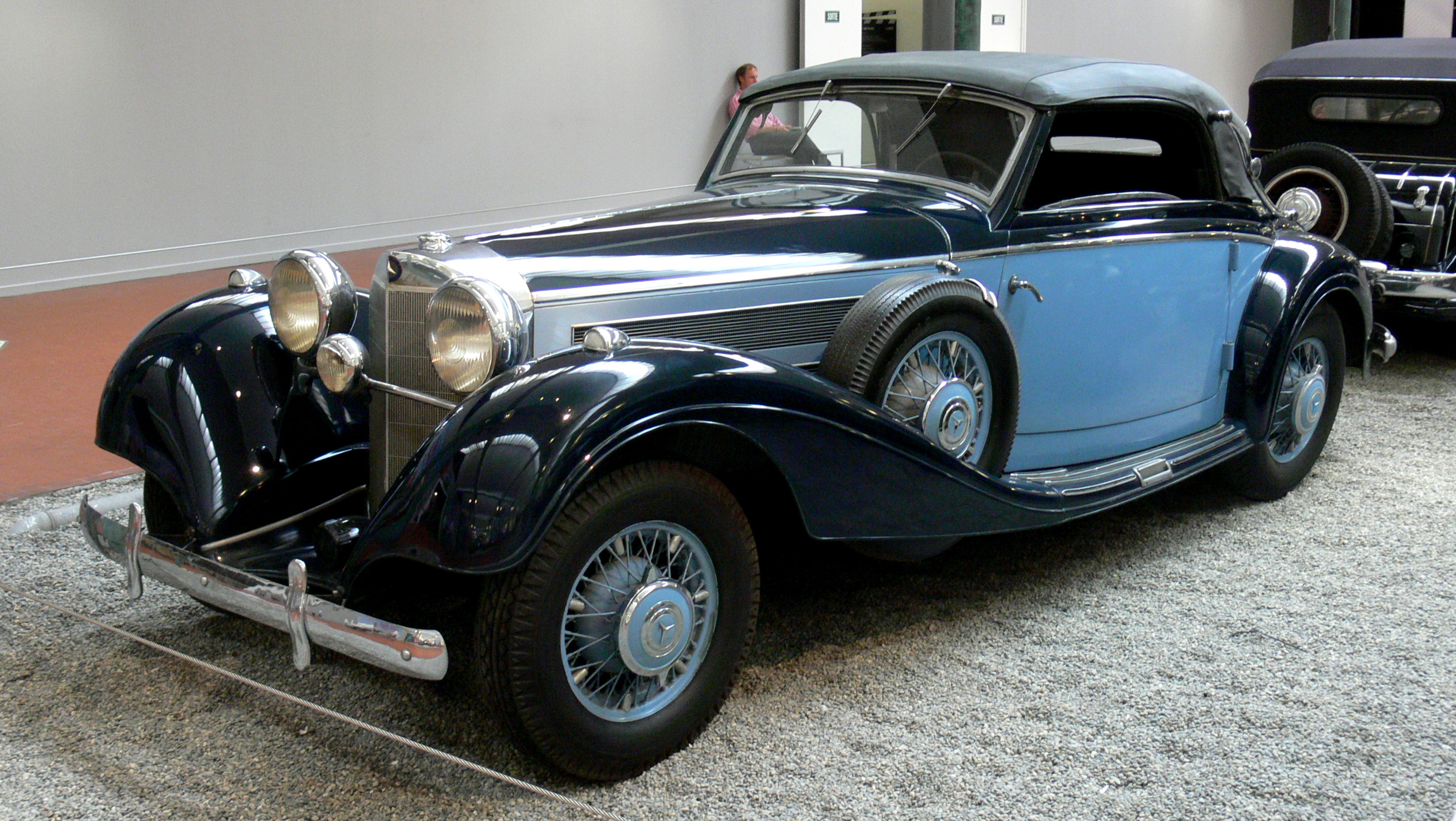
1938 Mercedes-Benz 540K Cabriolet в музее автомобилей, Мюлуз, Франция
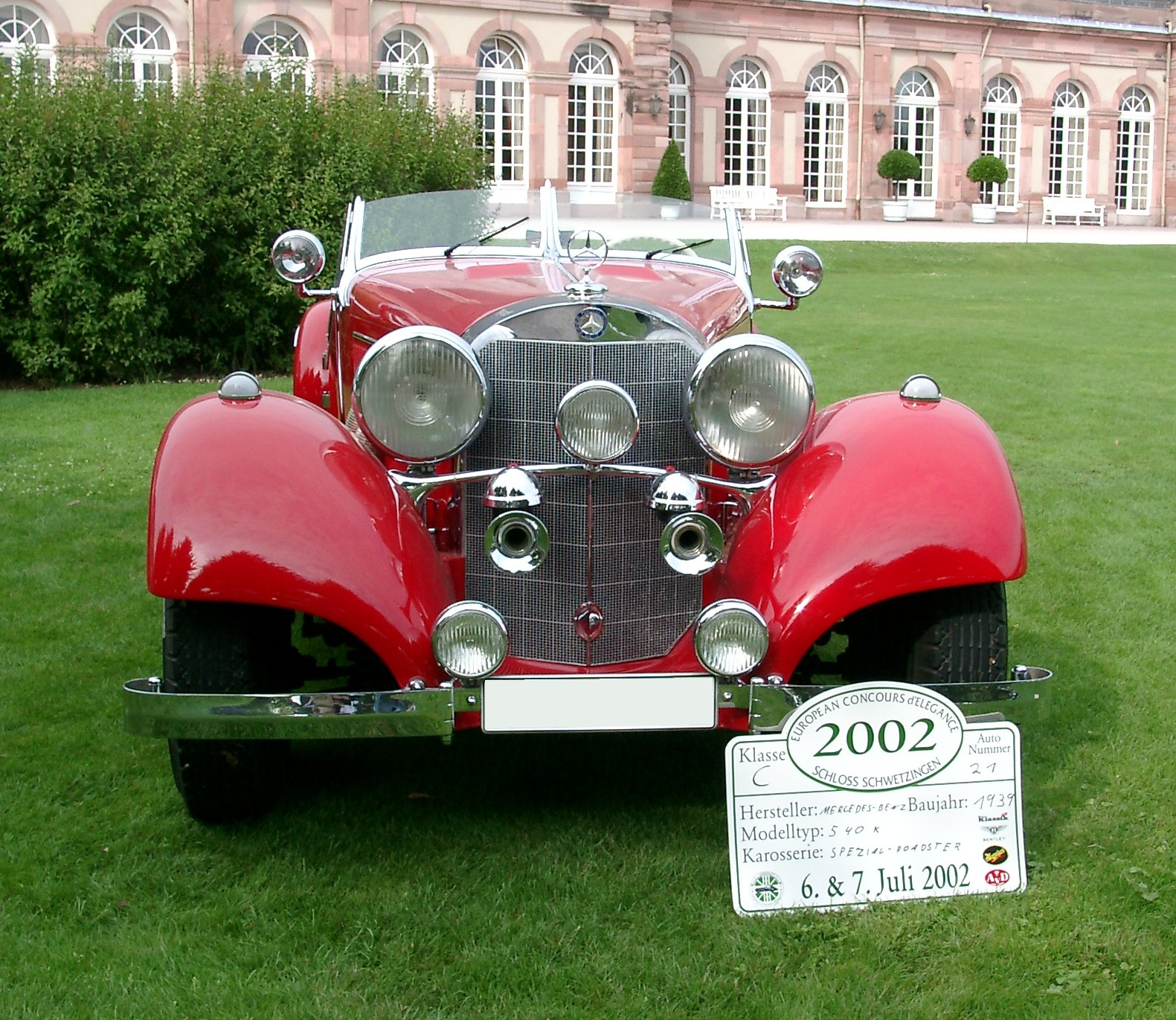
1939 Mercedes-Benz 540K Special Roadster
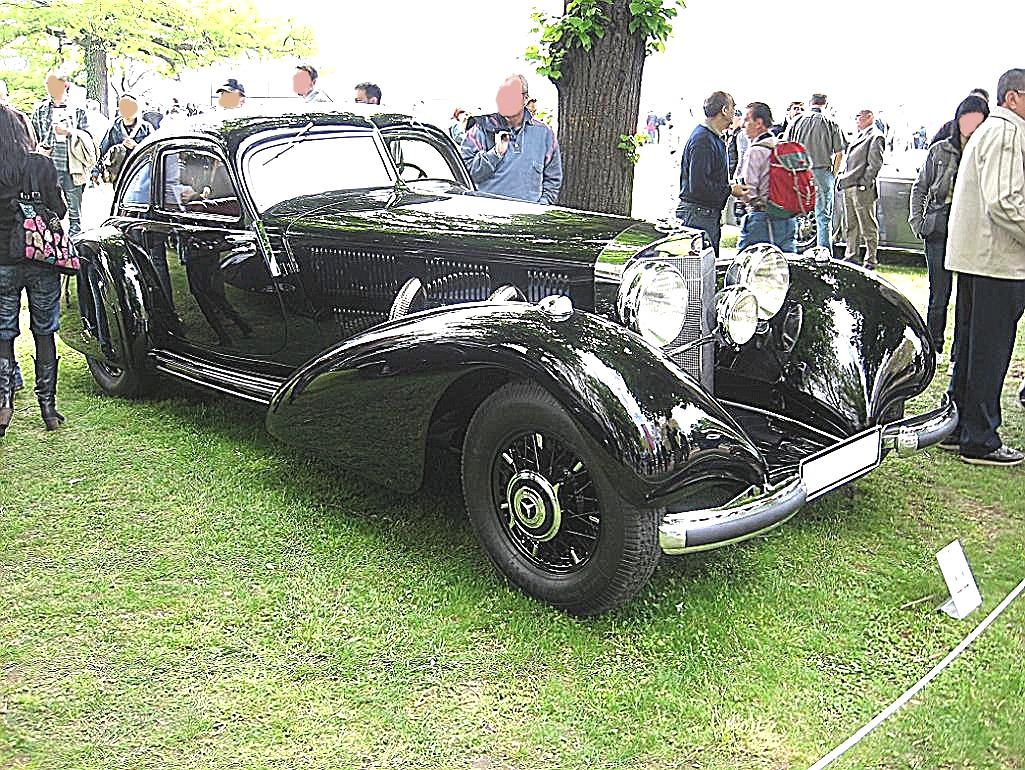
Mercedes-Benz 540K Autobahn-kurier
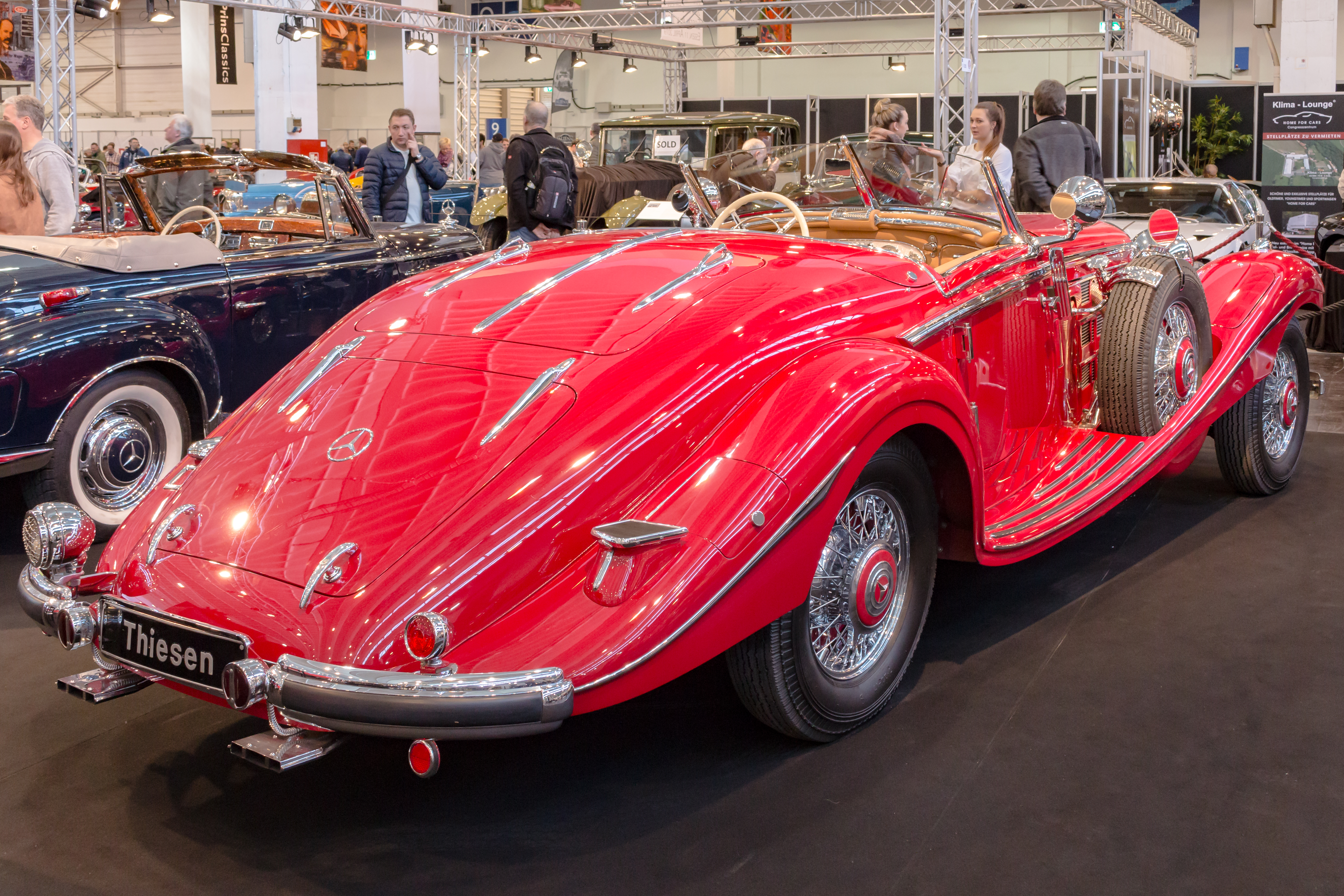
540K Spezialroadster, выпущенный в 1937 году